# Refugio naval Capitán Caillet-Bois
El refugio naval Capitán Caillet-Bois es un refugio de Argentina en la Antártida ubicado en la isla D'Hainaut, en la bahía de Puerto Mikkelsen de la isla Trinidad en el archipiélago Palmer. Fue inaugurado por la Armada Argentina el 10 de diciembre de 1954 a 30 m s. n. m. Originalmente llevó el nombre de refugio Puerto Mikkelsen.
Su nombre actual homenajea al capitán e historiador naval argentino Teodoro Caillet Bois (1879-1949), mientras que el nombre original hacía referencia al también nombre original de la isla Trinidad (Mikkelsen) puesto en honor al explorador ártico danés Ejnar Mikkelsen.
Fue utilizado durante los veranos de 1954-1955, 1956-1957 y 1958-1959. Durante el período Año Geofísico Internacional se realizaron observaciones de las fluctuaciones del nivel del mar. A principios de la década de 1960 era un edificio de madera con provisiones para tres personas durante tres meses.
El refugio con su nombre actual fue habilitado en diciembre de 1977 por el rompehielos ARA General San Martín. Luego fue clausurado y evacuado el 17 de enero del año siguiente por el personal del rompehielos.
El ARA Suboficial Castillo visitó el refugio a principios del año 2000 durante la campaña antártica de 1999-2000. El ARA Almirante Irizar inspeccionó el refugio en abril del mismo año.
En marzo de 2017 fue refaccionado por un grupo de tareas del transporte ARA Bahía San Blas. Un grupo de tareas de 6 hombres de la Armada permaneció durante 8 días en el refugio realizando refacciones hasta el 17 de marzo de 2018.

## Galería

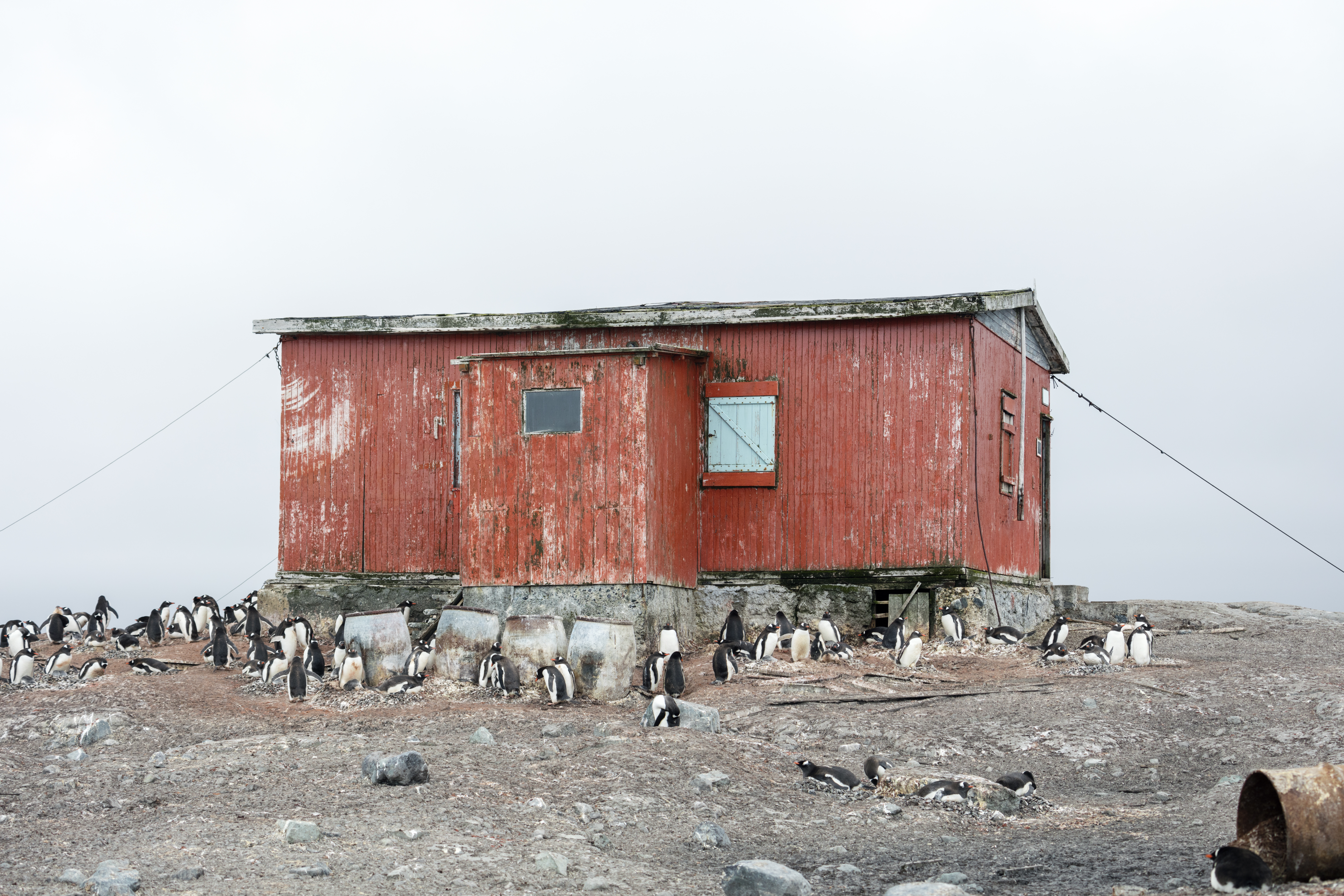
Vista general del refugio.
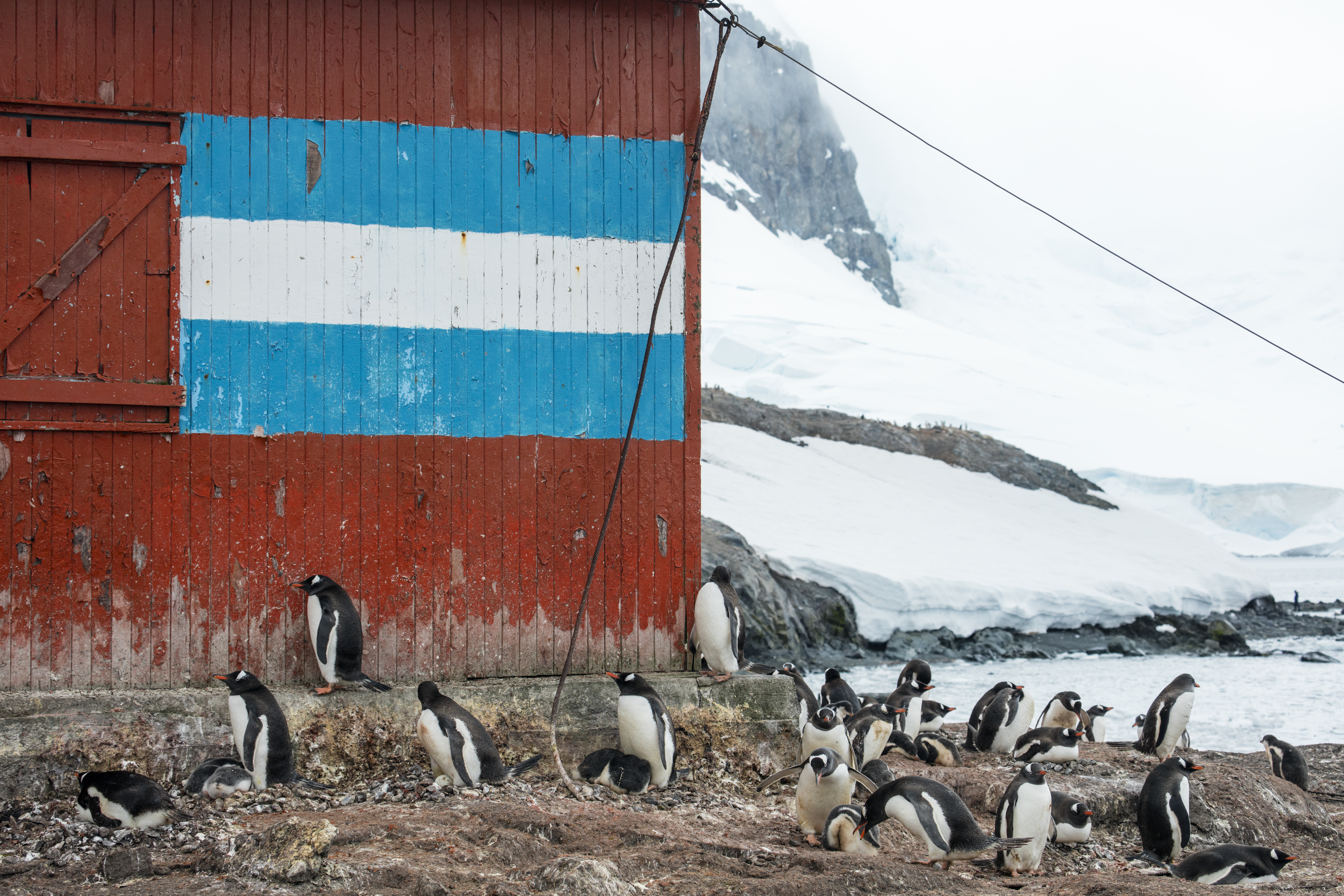
Bandera de Argentina pintada.
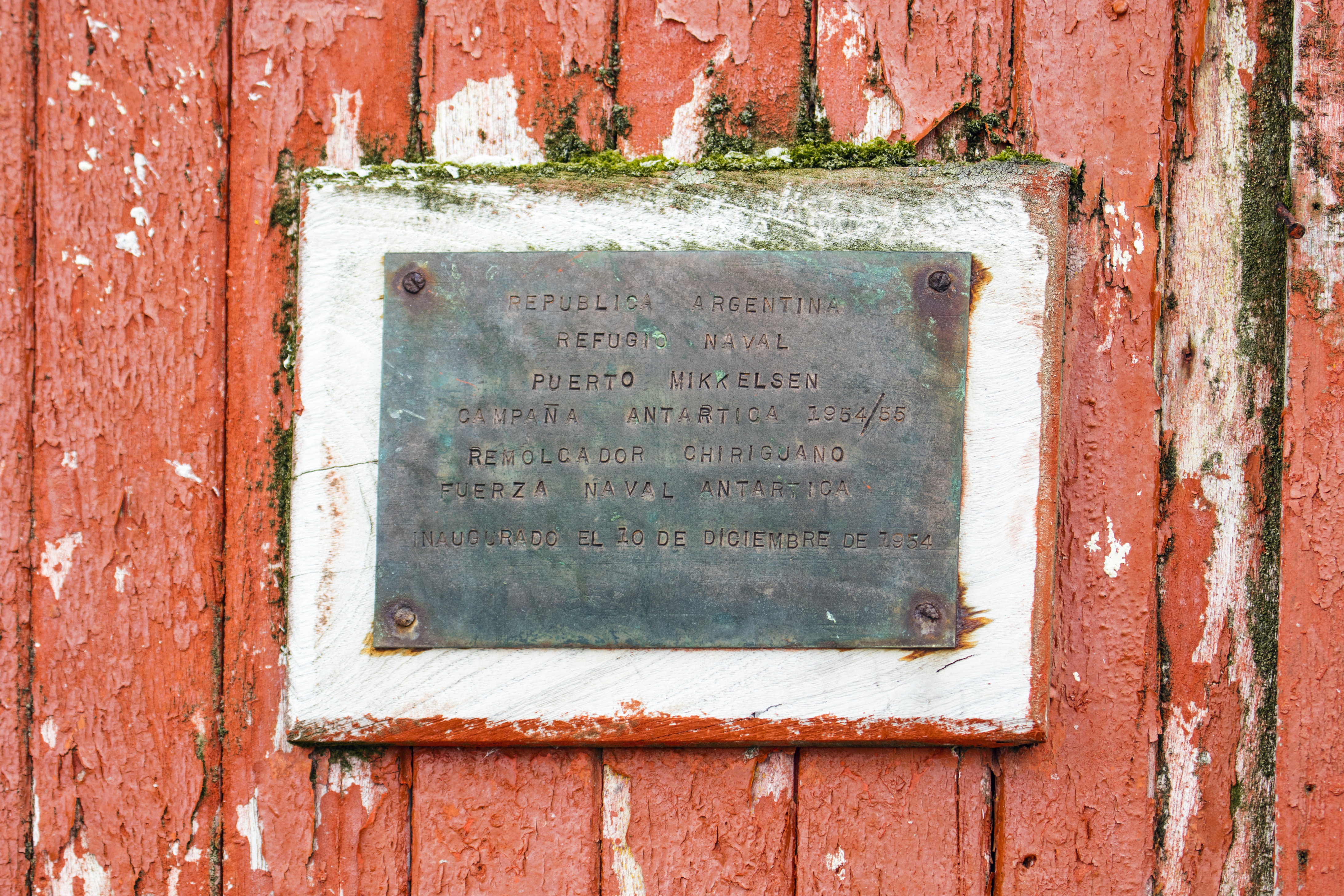
Placa conmemoratoria.
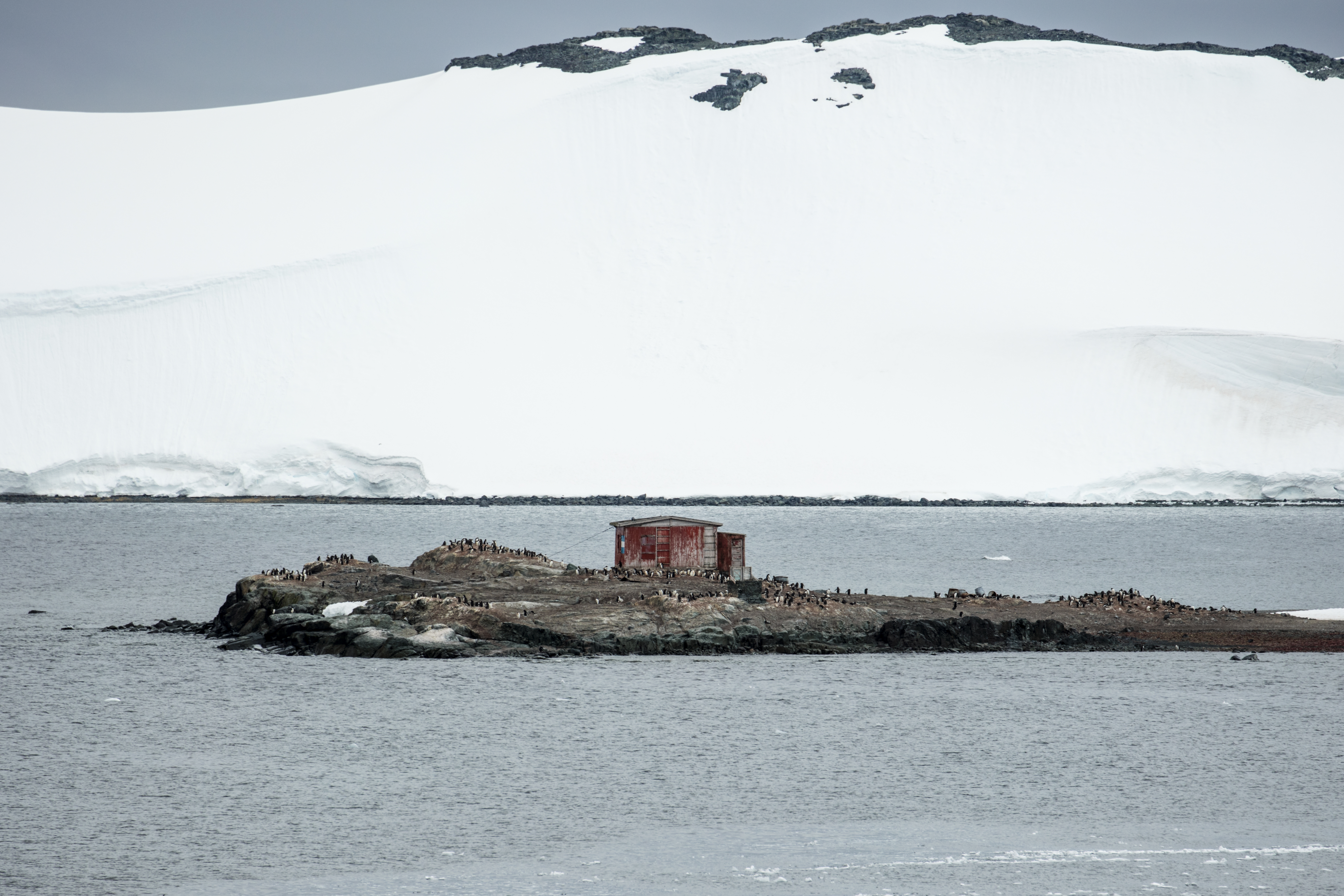
Vista de su ubicación.